# آشوت تر-ماتئوسیان
آشوت تر-ماتئوسیان (ارمنی: Աշոտ Տեր-Մաթևոսյան) بازیگر تلویزیون اهل ارمنستان است. وی از سال ۲۰۰۸ میلادی تاکنون مشغول فعالیت بوده‌است.

## زندگی‌نامه
تر-ماتئوسیان متولد شهر ایروان می‌باشد. همسر وی هنرپیشه سوفیا بوغوسیان می‌باشد.

## گزیده فیلمشناسی
از فیلم‌ها یا برنامه‌های تلویزیونی که وی در آن نقش داشته‌است می‌توان به آثار زیر اشاره کرد.
| سال  | عنوان                                            | نقش      | توضیحات  |
| ---- | ------------------------------------------------ | -------- | -------- |
| ۲۰۱۳ | "The American Woman"                             |          | نقش اصلی |
| ۲۰۱۳ | "گارگین نژده"                                    | ماتئوسوف |          |
| ۲۰۱۴ | "متشکرم پدر" (ارمنی: Շնորհակալությո՜ւն, հայրի՛կ) | هوهانس   |          |

| سال       | عنوان                                           | نقش             | توضیحات  |
| --------- | ----------------------------------------------- | --------------- | -------- |
| ۲۰۰۸–۲۰۱۱ | Cost of Life                                    | آرام            | نقش اصلی |
| ۲۰۱۴–۲۰۱۵ | برده عشق (مجموعه تلویزیونی) (ارمنی: Սիրո գերին) | روبن سانتروسیان | نقش اصلی |
| ۲۰۱۴      | خوب‌بها (ارمنی: Փրկագին)                         | روبن سانتروسیان | نقش اصلی |
| ۲۰۱۵–۲۰۱۶ | روح دیگری (ارمنی: Ուրիշի հոգին)                 | آرسن کاراپتیان  | نقش اصلی |
| ۲۰۱۶–۲۰۱۷ | در مرز (ارمنی: Սահմանին)                        | هایک            | نقش اصلی |
| ۲۰۱۶      | Secret Love                                     | داویت کاراپتیان | نقش اصلی |
| ۲۰۱۷      | The Million in a Trap                           | لئو             | نقش اصلی |

| سال  | عنوان | توضیحات |
| ---- | ----- | ------- |
| ۲۰۱۸ | 3/OFF | میهمان  |